# إدي ليني
إدي ليني (بالإنجليزية: Eddie Lennie)‏ هو لاعب كرة قدم وحكم كرة قدم أسترالي، ولد في 5 أكتوبر 1959 في غلاسكو في المملكة المتحدة.

## وصلات خارجية
- إدي ليني على موقع Soccerway.com (الإنجليزية)
- إدي ليني على موقع أوليمبيديا (الإنجليزية)